# Cambridge, Minnesota
Cambridge là một thành phố thuộc quận Isanti, tiểu bang Minnesota, Hoa Kỳ. Năm 2010, dân số của thành phố này là 8111 người.

## Dân số
- Dân số năm 2000: 5520 người.
- Dân số năm 2010: 8111 người.